# Readea
Readea là một chi thực vật có hoa trong họ Thiến thảo (Rubiaceae).

## Loài
Chi Readea gồm các loài: